# Paolo Angeli
Paolo Angeli (Sassari, 14 novembre 1970) è un chitarrista, compositore ed etnomusicologo italiano. 
Musicista d'avanguardia, oltre che per la sua musica, è conosciuto per la sua chitarra sarda preparata a 18 corde. Per la sua musica trae ispirazione dalla musica sarda, il flamenco, il jazz, il post rock, la musica contemporanea colta, la nord africana ed il pop d’avanguardia.

## Biografia e carriera
Cresciuto a Palau dove viene iniziato alla chitarra dal padre, nel 1989 si trasferisce a Bologna, dove l'anno successivo nasce il Laboratorio di Musica & Immagine un ensemble di musica innovativa basato sull'improvvisazione collettiva. Si laurea in etnomusicologia al DAMS con una tesi sul cantu a chiterra dal titolo La gara di canto. Il canto a chitarra nella Sardegna settentrionale. Crea il duo con Stefano Zorzanello, fa improvvisazione con Jon Rose, collabora all’opera di Fred Frith Pacifica, studia il canto corale a Tasgia. Sempre in quel periodo è tra i fondatori della Scuola popolare di musica Ivan Illich e dell’etichetta indipendente bolognese Erosha, specializzata nella musica sperimentale e jazz d'avanguardia e considerata la risposta italiana alla Recommended Records di Chris Cutler. Intanto in Sardegna incontra e conosce il chitarrista Giovanni Scanu (fratello del noto cantante Mario Scanu), di Luras dal quale apprende le forme e i moduli del cantu a chiterra.
Dalle esperienze di ricerca tra avanguardia colta e tradizione popolare nasce la chitarra sarda preparata: strumento a 18 corde, un ibrido tra chitarra baritono, violoncello e batteria dotato di martelletti, pedaliere, eliche a passo variabile. Con questo singolare strumento Angeli rielabora, improvvisa e compone musica minimalista dove confluiscono il free jazz e il noise-folk.
Nel 1995 Angeli pubblicò il suo primo album dal titolo Dove dormono gli autobus per la Erosha e nel 1997 il suo secondo album dal titolo Linee di fuga (Erosha), un disco in solo per la sua chitarra preparata che parte dalle sperimentazioni del jazz d'avanguardia per calarsi nelle suggestioni della Sardegna. In questi due dischi il musicista traccia le linee compositive basate sul sampling rumoristico che caratterizzeranno poi molti suoi lavori successivi.
Dal 1997 al 2003, con l'aiuto e per conto dell'Istituto superiore regionale etnografico, in qualità di etnomusicologo aveva catalogato e digitalizzato più di 6000 supporti di vario genere che costituiscono il corpus dell'Archivio Mario Cervo che è stato aperto nel 2014..
Nel 2003 Angeli firmò per la ReR Megacorp, pubblicando per questa il suo album Bucato Nel tour che ne seguì, Pat Metheny dopo aver assistito ad una performance, con la chitarra sarda preparata, se ne fece costruire una uguale dallo stesso Angeli ed il jazzista americano l’ha ribattezzata Paolo Angeli’s guitar e l’ha utilizzata come base di partenza per il suo ultimo tour mondiale dell'album ‘Orchestrion'.
Nel 2004 pubblicò MA.RI, un album dal vivo contenente estratti da tre concerti tenuti assieme ad Antonello Salis
Nel 2005 si trasferisce a Barcellona, dove inizia una nuova produzione discografica sempre pubblicata dalla ReR Megacorp.

## Discografia
- 1995, Dove dormono gli autobus, CD, Erosha
- 1997, Linee di fuga, CD, Posada Jazz Project, Erosha PJP 002, ERH 012Erosha
- 2003, Bucato, ReR Megacorp PA1
- 2004, MA.RI con Antonello Salis Auand Records AU9005
- 2005, Nita - L'Angelo Sul Trapezio (An Imaginary Soundtrack),  ReR Megacorp PA2
- 2007, Tessuti (Paolo Angeli Plays Frith & Björk), (CD, Album),ReR Megacorp ReR PA3
- 2009, Free Zone Appleby, con Evan Parker, Ned Rothenberg (CD, Album), PSI (3) psi 08.04
- 2010, Tibi, (ReR),
- 2010, Giornale di bordo, in collaborazione con Antonello Salis, Gavino Murgia, Hamid Drake
- 2011, Itsunomanika, con la violinista Takumi Fukushima -  (CD, Album) ReR Megacorp (ReR PA5), Offset Records (OFF555003), Le Arti Malandrine (ALU008), Angeli Productions (none)
- 2013,  Sale quanto basta, (ReR),
- 2015, S'Û [ReR Megacorp e Le Arti Malandrine – AnMa ReR PA10
- 2017, Talea, (Solo World Tour 2015/16) 2CD album, ReR Megacorp e Le Arti Malandrine – AnMa ReR PA10
- 2019, 22.22 Free Radiohead, ReR Megacorp

## Pubblicazioni
- Canto in Re, la gara a chitarra nella Sardegna settentrionale, ISRE, Nuoro, 2006.

## Premi
- 2012, Premio del Sardinia International Ethnographic Film Festival per il film Il passo dei misteri, con Nanni Angeli